# (2405) Уэлш
(2405) Уэлш (англ. Welch) — типичный астероид главного пояса, который был открыт 18 октября 1963 года в рамках проекта IAP в обсерватории им. Гёте Линка и назван в честь Дэвида Уэлча, администратора консорциума университетов, известного как «Ассоциация университетов по исследованиям в области астрономии» (англ. Association of Universities for Research in Astronomy (AURA)).